# Ithyphallic
Ithyphallic je pátou řadovou deskou americké deathmetalové kapely Nile. Byla nahrána v sestavě Karl Sanders – kytara + zpěv, Dallas Toler Wade – kytara + zpěv, George Kollias – bicí.

## Seznam skladeb
1. What Can Be Safely Written – 08:15
2. As He Creates, So He Destroys – 04:36
3. Ithyphallic – 04:40
4. Papyrus Containing The Spell To Preserve Its Possessor Against Attacks From He Who Is In The Water – 02:57
5. Eat Of The Dead – 06:29
6. Laying Fire Upon Apep – 03:25
7. The Essential Salts – 03:51
8. The Infinity Of Stone – 02:04
9. The Language Of The Shadows – 03:30
10. Even The Gods Must Die – 10:01

### Bonusové skladby
1. As He Creates, So He Destroys (instrumentální verze) – 04:50
2. Papyrus Containing The Spell To Preserve Its Possessor Against Attacks From He Who Is In The Water (instrumentální verze) – 02:56